# Meteorologiåret 1912

## Händelser

### Juni
- 30 juni – En sen eftermiddagstornado härjar i Regina i Saskatchewan, Kanada och blir Kanadas dödligaste tornado någonsin då den under 3 minuter dödar 40 personer och skadar 300. 500 byggnader förstörs, och en fjärdedel av befolkningen blir hemlösa  [1].

### Augusti
- Augusti
  - 341 millimeter nederbördsmängd faller över Gördalen, Sverige vilket innebär månadsnederbördsrekord för Dalarna [2].
  - 340 millimeter nederbördsmängd faller över Havraryd, Sverige vilket innebär månadsnederbördsrekord för Halland [3].
  - Med 304 millimeter månadsnederbörd över den svenska ön Öland slås öländskt månadsnederbördsrekord [4].
  - Göteborg, Sverige drabbas av kraftiga augustiregn [5].
- 21 augusti – 109 millimeter nederbörd faller över Bydalen, Sverige vilket innebär dygnsnederbördsrekord för Jämtland. Föregående dag föll 47 millimeter [6].

### December
- 25 december – 108 centimeter snö faller i Östersund, Sverige under julen [7].

### Okänt datum
- Vattenståndet vid Västerdalälven i Ersbo, Sverige börjar mätas [8].
- Temperaturmätningar inleds i Sveg, Sverige [9].
- Nederbörden i Havraryd, Sverige börjar mätas [10].

## Födda
- 31 maj – Patrick McTaggart-Cowan, kanadensisk meteorolog.
- 11 juni – Mohammad Hassan Ganji, iransk meteorolog och akademiker.

## Avlidna
- 7 april – Abbott Lawrence Rotch, amerikansk meteorolog.

### Fotnoter
1. ↑  ”Dan, Dan the Weatherman's Canadian Weather Trivia Page”. Arkiverad från originalet den 9 september 2013. https://web.archive.org/web/20130909001246/http://www.dandantheweatherman.com/cantriv.html. Läst 8 mars 2011.
2. ↑  SMHI
3. ↑  SMHI
4. ↑  SMHI Arkiverad 26 augusti 2010 hämtat från the Wayback Machine.
5. ↑  SMHI
6. ↑  SMHI
7. ↑  SMHI
8. ↑  SMHI
9. ↑  SMHI
10. ↑  SMHI